# 1958 na Alemanha
Esta é uma cronologia dos fatos acontecimentos de ano 1958 na Alemanha.

## Eventos
- 19 de abril: As manifestações em massa contra a bomba atômica ocorrem nas várias cidades da Alemanha Ocidental.[1]
- 18 de maio: O Schalke 04 conquista o campeonato de futebol alemão-ocidental ao vencer o Hamburger SV por 3 a 0.
- 1 de julho: Entra em vigor a lei sobre a igualdade de direitos dos homens e das mulheres, aprovada em 1957.[1]
- 14 de setembro: Um memorial nacional é inaugurado no antigo campo de concentração de Buchenwald.[2]
- 16 de novembro: As eleições gerais são realizadas na Alemanha Oriental.